# Stark County (Illinois)
Stark County is een county in de Amerikaanse staat Illinois.
De county heeft een landoppervlakte van 746 km² en telt 6.332 inwoners (volkstelling 2000). De hoofdplaats is Toulon.